# Hotshot

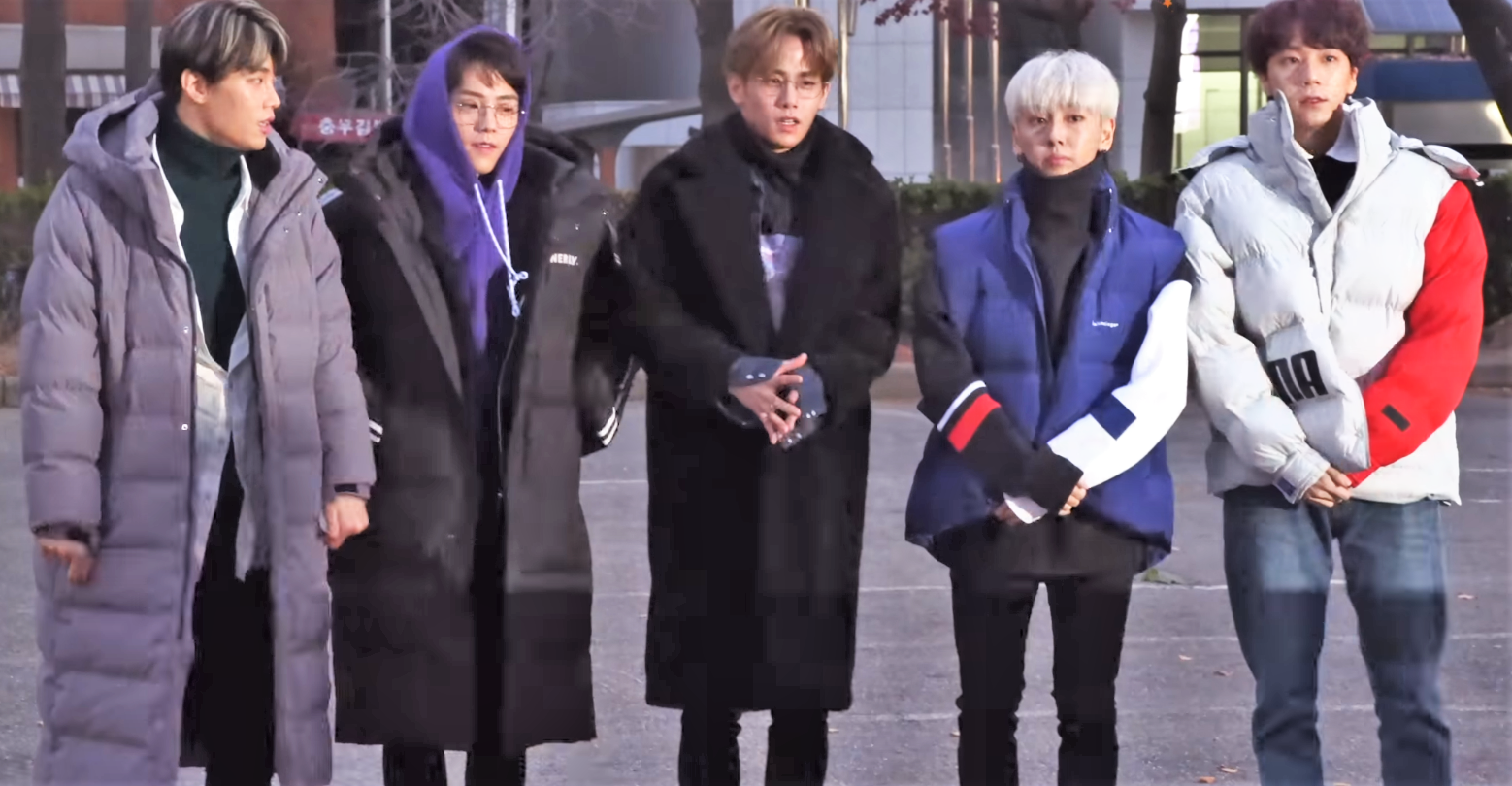
Hotshot no promagama musical Music Bank

Hotshot (hangul: 핫샷; estilizado como HOTSHOT) é um grupo masculino sul-coreano agenciado pela Star Crew Entertainment (anteriormente conhecida como K.O Sound e Ardor & Able). Ele é composto por seis membros: Junhyuk, Timoteo, Noh Taehyun (Kid Monster), Sungwoon, Yoonsan e Hojung. Sua estreia ocorreu em 29 de outubro de 2014 com o lançamento de seu primeiro single digital, "Take A Shot".

## Integrantes
- Junhyuk (hangul: 준혁), nascido Choi Jun-hyuk (hangul: 최준혁) em 21 de abril de 1992 (32 anos).
- Timoteo (hangul: 티모테오), nascido Kim Moon-gyu (hangul: 김문규) em 25 de janeiro de 1993 (32 anos).Em 2017, Timoteo representou a Ardor & Able no programa The Unit, porém acabou sendo eliminado do programa.
- Kid Monster (hangul: 키드 몬스터), nascido No Tae-hyun (hangul: 노태현) em 15 de outubro de 1993 (31 anos). Em 2017, Taehyun representou a Ardor & Able no programa Produce 101 Season 2, mas foi eliminado do programa, terminando-o em 25° lugar. Ele participou temporariamente do grupo JBJ, formado por ex-participantes do programa.
- Sungwoon (hangul: 성운), nascido Ha Sung-woon (hangul: 하성운) em 22 de março de 1994 (30 anos). Em 2017, Sungwoon representou a Ardor & Able no Produce 101 Season 2, tendo terminado o programa em 11º lugar. Ele participou do  grupo temporário Wanna One, formado pelos vencedores do programa.
- Yoonsan (hangul: 윤산), nascido San Yoon (hangul: 산윤) em 22 de agosto de 1994 (30 anos).
- Hojung (hangul: 호정), nascido Go Ho-jung (hangul: 고호정) em 20 de outubro de 1994 (30 anos).[2] Em 2017, Hojung representou Ardor & Able no programa The Unit, tendo terminado em 3° lugar e debutado no grupo temporário UNB, formado pelos vencedores do programa.

## Discografia

### Extended plays
| Título        | Detalhes do álbum | Melhores posições nas paradas | Vendas        |
| Título        | Detalhes do álbum | KOR\|                         | Vendas        |
| ------------- | --- | ----------------------------- | ------------- |
| Am I Hotshot? | - Lançamento: 24 de abril de 2015 - Relançamento: 2 de julho de 2015 - Gravadora: K.O Sound, CJ E&M - Formatos: CD e download digital | 11                            | - KOR: 4,194+ |

### Singles
| Título                                                                                   | Ano        | Melhores posições nas paradas | Melhores posições nas paradas | Álbum                |
| Título                                                                                   | Ano        | KOR                           | JPN                           | Álbum                |
| Em coreano                                                                               | Em coreano | Em coreano                    | Em coreano                    | Em coreano           |
| ---------------------------------------------------------------------------------------- | ---------- | ----------------------------- | ----------------------------- | -------------------- |
| "Take A Shot"                                                                            | 2014       | —                             | —                             | Am I Hotshot?        |
| "Midnight Sun"                                                                           | 2015       | —                             | —                             | Am I Hotshot?        |
| "Watch Out"                                                                              | 2015       | —                             | —                             | Am I Hotshot?        |
| "I'm A Hotshot"                                                                          | 2015       | —                             | —                             | I'm A Hotshot        |
| Em japonês                                                                               |            |                               |                               |                      |
| "Step By Step"                                                                           | 2016       | —                             | 35                            | Lançamento sem álbum |
| "—" indica lançamentos que não figuraram nas paradas ou não foram lançados nessa região. |            |                               |                               |                      |